# Eva Buiatti
Eva Buiatti (Firenze, 1944 – Firenze, 1º luglio 2009) è stata un medico ed epidemiologa italiana.

## Biografia
Figura di riferimento nell'epidemiologia italiana, è stata protagonista nelle ricerche per la prevenzione oncologica e la tutela della salute negli ambienti di lavoro.
Laureata in Medicina e Chirurgia, dal 1981 al 1997 ha guidato l'Unità Operativa di Epidemiologia presso il Centro per lo Studio e la Prevenzione Oncologica di Firenze. È stata altresì consulente della regione Emilia-Romagna nel campo della epidemiologia di Sanità pubblica e ha impostato il programma di valutazione degli screening oncologici regionali coordinando le attività dei 4 Registri Tumori di popolazione della Regione. 
Nel 1998, insieme a una commissione di esperti oncologi, si occupò di analizzare le cartelle cliniche relative alla controversa terapia denominata metodo Di Bella.
Dal settembre 2000 sino al 2009 ha lavorato presso l'Osservatorio epidemiologico dell'Agenzia Regionale di Sanità della Toscana coordinando le attività epidemiologiche a livello regionale. Membro di numerose associazioni scientifiche è stata autrice di numerose pubblicazioni scientifiche. 

## Pubblicazioni
- Trattato di sanità pubblica, Volume 85 di I manuali, Eva Buiatti, Franco Carnevale, Marco Geddes, Gavino Maciocco,  Carocci, 1993, ISBN 88-430-0091-8, 9788843000913
- Manuale di sanità pubblica, Volume 2 di I manuali, Eva Buiatti, Marco Geddes, Gavino Maciocco, Carocci, 1981, ISBN 88-430-0184-1, 9788843001842
- Intervention trials of cancer prevention: results and new research programmes, Eva Buiatti, Daniela Balzi, Alessandro Barchielli, International Agency for Research on Cancer, 1994, ISBN 92-832-1432-3, 9789283214328